# Theatermetapher
Die Theatermetapher ist ein organisationstheoretisches Konzept, um soziale Situationen in Organisationen zu analysieren und die Umsetzung von sozialem Wandel in Organisationen zu unterstützen. Dieser Wandel wird als Organisationsentwicklung bezeichnet. Die Theatermetapher ist eine Methode, die im Rahmen der systemischen Organisationsentwicklung entstanden ist.
Systemische Organisationsentwicklung oder auch Systemische Organisationsberatung untersucht und behandelt die Fortschreibung oder Veränderung menschlicher Systeme, unabhängig davon, ob es sich um gewinnorientierte oder sogenannte Non-Profit-Organisationen handelt. Die wesentlichen Perspektiven sind dabei das System selbst mit Prozessen, Abläufen und der Organisationskultur sowie die im System agierenden Menschen mit ihrer Wirklichkeitswahrnehmung, Kompetenz und ihren Handlungsmustern.
Bernd Schmid hebt als wesentliche Aspekte der systemischen Organisationsentwicklung die
- systemintelligente Personenqualifizierung,
- personensensible Systemqualifizierung,
- Organisationsentwicklung als durch die verantwortlichen Internen gesteuerte Veränderung und
- Kulturentwicklung

hervor.

## Gründe für Organisationsveränderungen
Eine Weiterentwicklung von Organisationen hat vielfältige Ursachen, die in der Organisation entstehen können (Innovation) oder von außen die Organisation zur Weiterentwicklung anregen (Markt). Einige der häufigsten Auslöser für die Veränderung in Organisationen sind
- Umgang mit Veränderungen in der Zusammensetzung der Organisation (Integration neuer Manager und Mitarbeiter, Umbau nach Ausscheiden, …)
- Verbesserung von Arbeitsabläufen, insbesondere Reduktion der Informationsverluste an Schnittstellen.
- Konstruktive Neuausrichtung von Machtstrukturen in Teams.
- Humanisierung der Arbeitswelt über eine höhere Identifikation und Selbstverwirklichung.
- Erhöhung der Flexibilität, Veränderungsbereitschaft und Innovationsfähigkeit an die Veränderungsgeschwindigkeit im Markt.
- Veränderung der in der Organisation herrschenden Normen, Werte und Machtkonstellationen (Organisationskultur).

## Geschichte/Herkunft
Das Konzept der Theatermetapher als Methode der systemischen Organisationsentwicklung entstand auf Basis der Arbeit „The Presentation of Self in Everyday Life“, die Erving Goffman 1959 in den USA veröffentlichte.

## Anwendung in der systemischen Organisationsentwicklung
Die systemische Organisationsentwicklung ist an ein humanistisches Menschenbild gebunden. Gerald Hüther nennt als Grundlage menschlichen Handelns das Bedürfnis nach Zugehörigkeit und nach Wachstum. Menschen in sich verändernden Organisationen und Prozessen beides zu ermöglichen – sich zugehörig zu fühlen und gleichzeitig weiterentwickeln und wachsen zu können – ist einer der Erfolgsfaktoren für das Gelingen von Organisationsentwicklung.
Daher sind Methoden, die die Wünsche und Hoffnungen der Beteiligten und Betroffenen wahrnehmbar machen und aktiv in die Gestaltung einbeziehen, besonders erfolgreich.
Es ist hilfreich, Veränderungen so zu gestalten, dass die „menschliche Befriedigung“ und „optimale Aufgabenerfüllung“ gleichwertig behandelt werden. „Systemisch“ bedeutet dabei, festgestellte Probleme bei einzelnen Subsystemen, Gruppen oder Personen nicht isoliert zu betrachten, sondern immer im Kontext der organisatorischen und gesellschaftlichen Umwelt.
Die Bilderwelt und Sprache des Theaters ist vielen Menschen intuitiv gut zugänglich. Das Theater bietet eine kreative Sprache und Methode, Entwicklungsflüsse von Menschen und Organisationen überschaubar und gestaltbar zu machen. Sie bietet den Betroffenen die Möglichkeit, auf Distanz zu gehen und ihre persönliche Situation neu zu betrachten und zu gestalten.
Die Theatermetapher bietet so eine Systematik, Situationen zu verstehen sowie Handeln und Urteilen in professionellen Situationen zu verbessern.

### Anwendungsbereiche der Theatermetapher
Die Theatermetapher ist eine Methode, die bei vielfältigen Themen in der Entwicklung von Organisationen oder Professionellen in der Organisation eingesetzt werden kann, zum Beispiel:
1. Analyse der personenbezogenen Aspekte in einer beruflichen Situation,
2. Weiter- und Neuentwicklung einzelner Situationen,
3. Gestaltung von Begegnung von Menschen in Teams und größeren Systemen,
4. Unterstützung der Planung komplexer Veränderungsvorhaben im Sinne von OE-Projekten,
5. Analyse der Wirksamkeit und Resultat von Interventionen.

### Perspektiven der Theatermetapher
Ein Stück besteht aus
1. einem Thema: Die Überschrift, die man der Story geben könnte,
2. einer Story: die Geschichte, die unter der Überschrift erzählt wird,
3. einer oder mehreren Bühnen: Orte, an denen das Stück aufgeführt wird,
4. den jeweiligen Rollen: Rollen, die in dem Stück gespielt werden, inklusive deren Beziehungen und
5. dem Inszenierungsstil: der Art, wie das Stück umgesetzt wird. In Organisationen ist er Ausdruck der Unternehmenskultur.